# Zhuge Jun
Zhuge Jun war der jüngste Bruder des berühmten Zhuge Liang. In ihrer Jugend lebten er und sein Bruder still und unscheinbar auf dem Lande und wetteiferten in ihren Studien miteinander. Nachdem Zhuge Liang sich Liu Bei angeschlossen hatte, folgte ihm Zhuge Jun und wurde ein Minister von Shu.
| Personendaten    | Personendaten                                      |
| ---------------- | -------------------------------------------------- |
| NAME             | Zhuge Jun                                          |
| KURZBESCHREIBUNG | chinesischer Politiker in der Zeit der Drei Reiche |
| GEBURTSDATUM     | nach 181                                           |
| STERBEDATUM      | 3. Jahrhundert oder 4. Jahrhundert                 |